# Horatius Coclès
Horatius Coclès (título original en francés; en español, Horacio Cocles) es una ópera en un acto ("acte lyrique") con música de Étienne Nicolas Méhul y libreto en francés de Antoine-Vincent Arnault, basado en la leyenda romana de Horacio Cocles. Se estrenó el 18 de febrero de 1794 en la Ópera de París (rebautizada como «Théâtre des Arts» por los revolucionarios), durante la época del Terror en el momento central de la Revolución francesa.
Pretendía con esta óper congraciarse con las autoridades revolucionarias, para mejorar las posibilidades, de cara a la censura, de estrenar una ópera más importante de Méhul y Arnault, sobre la que ya trabajaban, Mélidore et Phrosine.

## Personajes
| Personaje                                 | Tesitura                     | Reparto del estreno, 18 de febrero de 1794 |
| ----------------------------------------- | ---------------------------- | ------------------------------------------ |
| Valerio Publícola                         | barítono                     | François Laÿs                              |
| Horace Coclès                             | basse-taille (barítono-bajo) | Augustin Chéron                            |
| Mucio Escévola                            | tenor                        | Étienne Lainez                             |
| Horace le Jeune ("Horacio el Joven")      | haute-contre                 | J. Rousseau                                |
| Un embajador de Porsenna                  | basse-taille                 | Dufresne                                   |
| Senadores, romanos, soldados, prisioneros | Coro                         | Coro                                       |